# Gjáar kirkja
Gjáar kirkja er en kirke på Færøerne i bygden Gjógv på Eysturoy. Den hører til Færøernes folkekirke.  
Kirken er den første på stedet, og da den blev indviet 26. maj 1929 foregik gudstjenesten på færøsk – for første gang i den færøske kirkehistorie.
Før kirken blev bygget, var kirken Funnings kirkja i Funningur bygdens kirke. Kirken er er bygget af beton og er hvidkalket med grøn metal tag. Mod vest er opført et tårn (med pyramidetag), der står lidt ud fra vestgavlen.
Indgangen til kirken er i vestgavlen og kirken har 6 rundbuede vinduer i hver side. Tøndehvælvet i kirken var tidligere malet lyseblå, men fremstår i dag hvidt med guldstjerner. Det er opført på smalle lofter i hver side af kirken.
Altertavlen er et maleri  af Niels Andreas Kruse, Eiði og forstiller Jesus, der vandrer på søen. Billedet har færøsk islæt idet der er både en færøsk klippekyst og en færøbåd i baggunden. Altersølvet er skænket til kirken af A. P. Møller. 
Både den sekskantede døbefont og prædikestolen er smykket med krucifiks og guldstjerner, og er malet i en gråbrun farve, dog er et felt på prædikestol grønligt. Foran prædikestolen står den "pult", hvorfra degnen læser prædiken op, når præsten ikke er til stede. Stoleraderne er rødbrune. 
Kirkeskibet er skonnerten "Nordðstjørnan" foræret i 1960. Kirkeklokken er støbt i København af B. Løw & søn i 1929, og har indskriften: "I sorg og glæde bringer hvert af mine slag bud om Guds hjertlag". Orglet på pulpituret over forkirken er skænket af menigheden i Tårbæk, nord for København.